# Acui
Acui o Acuy es una isla chilena ubicada en la comuna de Queilén, en el archipiélago de Chiloé. Tiene alrededor de 5 o 6 km (kilómetros) de perímetro, 2 km de largo y unos 500 m (metros) de ancho en sus puntos mayores. Según el censo del año 2002, la isla constituía caserío de 17 viviendas en que habitaban 67 personas.
Los habitantes de la isla tienen electricidad durante 12 horas al día por medio de generadores que funcionan con petróleo diésel.